# Brckovljani
Brckovljani é uma vila e município da Croácia localizado no condado de Zagreb